# Emanuel Schiffers
Emanuel Stepanowitsch Schiffers (russisch Эммануил Степанович Шифферс, wiss. Transliteration Emmanuil Stepanovič Šiffers; * 22. Apriljul. / 4. Mai 1850greg. in Sankt Petersburg; † 29. Novemberjul. / 12. Dezember 1904greg. ebenda) war ein russischer Schachspieler.

## Leben
Schiffers war Sohn nach St. Petersburg eingewanderter deutscher Eltern. In St. Petersburg besuchte er von 1860 bis 1867 das Gymnasium und studierte hier 1867 bis 1871 Naturwissenschaften. Anschließend wurde er Hauslehrer.
Diesen Broterwerb gab er, ein Polyglotter, der fließend Russisch, Deutsch, Französisch und Englisch sprach, allerdings bald für das Schachspiel, das er bereits als 15-Jähriger kennengelernt hatte, auf. Als er 1873 das erste Mal mit Michail Tschigorin, noch unter Vorgabe, spielte, war er bereits der beste Schachmeister Russlands.
Schiffers galt als ein uneigennütziger Mensch, der sein Wissen gerne weitergab. Er ist als einer der ersten Schachlehrer Russlands in die Geschichte eingegangen, 1889 hielt er als erster eine öffentliche Vorlesung zur Schachtheorie. Er führte Schachspalten in verschiedenen St. Petersburger Zeitungen und der Zeitschrift Niwa. Von 1894 bis 1898 war er Herausgeber und Redakteur der Schachzeitung Schachmatny Schurnal. Er veröffentlichte in Fortsetzungsartikeln in seinen Schachspalten den Samoutschitiel schachmatnoj igry [Der Autodidakt des Schachspiels], der nach seinem Tode 1907 in St. Petersburg als Buch herauskam und bis in die sowjetische Zeit (1926 nochmals in einer Bearbeitung durch Nenarokow) ein beliebter Leitfaden blieb, der viele Auflagen erlebte.
Schiffers gewann Wettkämpfe gegen Andrei Chardin (1895), Friedrich Amelung (1877), J. Schmidt (1879), Simon Alapin (1879), N. Mitropolski (1890) und andere.
In seinem Schüler Michail Tschigorin wuchs Schiffers ein übermächtiger Konkurrent heran. 1878, in ihrem ersten Wettkampf ohne Vorgabe, verlor Schiffers mit 3:7 (+3 =0 −7), doch gewann er den zweiten Wettkampf (ebenfalls 1878) mit 7,5:6,5 (+7 =1 −6). Die beiden russischen Meister spielten noch vier weitere Wettkämpfe (1879, 1880, 1895 und 1897). Schiffers war stets der Unterlegene.
Im Jahre 1896 besuchte Wilhelm Steinitz Russland und spielte in Rostow am Don einen Wettkampf mit Schiffers. Schiffers unterlag mit dem ehrenvollen Resultat von 4,5:6,5 (+4 =1 −6).
Schiffers nahm an insgesamt acht großen internationalen Turnieren teil. Sein bestes Resultat erzielte er in St. Petersburg 1879 (3. Platz). Ebenfalls ein erwähnenswert gutes Ergebnis gelang ihm in Hastings 1895, wo er Sechster wurde. Er spielte gleichfalls bei den beiden ersten All-Russischen Meisterschaften, 1899 und 1900/1901 mit und wurde beide Male Zweiter hinter Tschigorin.
In seinen letzten Lebensjahren zog sich Schiffers, der immer stärker an Depressionen litt, vom Schach und den Menschen zurück. Nachdem er sich durch einen Sturz schwere Verletzungen zugezogen hatte, erholte er sich nicht mehr und starb bald darauf.